# Odensåkers församling
Odensåkers församling var en församling i Skara stift och i Mariestads kommun. Församlingen uppgick 2009 i Ullervads församling.

## Administrativ historik
Församlingen har medeltida ursprung. 
Församlingen var till 1962 moderförsamling i pastoratet Odensåker, Tidavad, Låstad och Binneberg. Från 1962 till 2009 annexförsamling i pastoratet Ullervad, Ek, Ekby, Utby, Tidavad, Odensåker och Låstad. Församlingen uppgick 2009 i Ullervads församling.

## Organister
| Period    | Namn             | Levnadstid | Övrigt   |
| --------- | ---------------- | ---------- | -------- |
| 1856–1886 | Anders Wallqvist | 1816–1902  | Organist |

## Kyrkor
- Odensåkers kyrka